# Éviction scolaire
Pour les articles homonymes, voir Éviction.
L'éviction scolaire, ou éviction de la collectivité, est la mesure qui impose que les enfants atteints de maladie contagieuse doivent cesser de fréquenter leur école ou leur collectivité d'enfants pendant une durée dépendant de la maladie en cause.
En France, les durées d'éviction ont été fixées lors de l'arrêté du 3 mai 1989 et furent modifiées par le Conseil supérieur d'hygiène publique de France le 14 mars 2003 :
- Bronchiolite : non ;
- Conjonctivite : non ;
- Coqueluche : 5 jours après le début d'un traitement antibiotique macrolide (ou autre efficace si C.I.)[1],[2](30 jours avant 2003[3]) ;
- Diphtérie : oui, jusqu’à négativation de deux prélèvements à 24 heures d’intervalle au moins, réalisés après la fin de l’antibiothérapie ;
- Gale commune : oui, jusqu’à 3 jours après le traitement ;
- Grippe : non ;
- Hépatite B : non ;
- Impétigo à streptocoque A ou Staphylocoque doré : non, si lésions protégées ; oui pendant 72 h après le début de l’antibiothérapie si les lésions sont trop étendues et ne peuvent être protégées ;
- Méningite à méningocoque : hospitalisation ;
- Méningite à haemophilus b : jusqu'à guérison clinique ;
- Méningite virale : non ;
- Oreillons : Éviction du cas non recommandée (Pilly 2016) ;
- Poliomyélite : jusqu'à la disparition du virus dans les selles ;
- Pédiculose du cuir chevelu : non ;
- Rougeole : 5 jours à partir du début de la maladie ;
- Rubéole : non ;
- Scarlatine et Angine à strepto ou TDR+ : jusqu’à 2 jours après le début de l’antibiothérapie ;
- Teigne : oui, sauf si présentation d’un certificat médical attestant d’une consultation et de la prescription d’un traitement adapté
- Tuberculose : oui, tant que le sujet est bacillifère (rare chez l’enfant), jusqu’à l’obtention d’un certificat attestant que le sujet ne l’est plus ;
- Varicelle : non (depuis 2003[4])
- VIH : non.

En complément :
- pour toute personne malade (par exemple présentant de la fièvre, des vomissements ou une diarrhée profuse), la fréquentation de la collectivité à la phase aiguë de la maladie infectieuse, n’est pas souhaitable, même si l’agent pathogène responsable de l’infection ne justifie pas par lui-même une éviction temporaire de la collectivité ;
- le retour d’un sujet malade (enfant ou adulte) en collectivité dépend exceptionnellement de la prescription d’antibiotiques (coqueluche, Streptocoque du groupe A, shigelles, etc.).

L’immense majorité des infections survenant chez l’enfant ne nécessitent pas de prescription d’antibiotiques.
Le lavage soigneux des mains demeure un moyen essentiel de prévention de la transmission de l’infection pour les pathologies dues à une contamination des selles, par les sécrétions respiratoires ou à partir de lésions cutanées.

## Guide du CSHPF
- Guide CSHPF 2003